# Арбунас
А́рбунас (греч. Άρμπουνας) — горная деревня в Греции. Относится к общине Калаврита в периферийной единице Ахея в периферии Западная Греция. Расположена на высоте 736 метров над уровнем моря, у южного подножия хребта Ароания (Хелмос), на левом берегу реки Ароаниос, притока Ладона. Население 41 человек по переписи 2011 года.
До 16 октября 1940 года (греч. Αρμπούνα) называлась Арбу́на (греч. Αρμπούνα).

## Сообщество Арбунас
Сообщество Арбуна (Κοινότητα Αρμπούνας) создано 28 августа 1912 года (ΦΕΚ 256Α). 16 октября 1940 года сообщество было переименовано в Арбунас (Κ. Άρμπουνα). Площадь 13,054 км². В сообщество входит деревня Каламакион. Население 52 человека по переписи 2011 года.
| Населённый пункт | Население (2011), человек |
| ---------------- | ------------------------- |
| Арбунас          | 41                        |
| Каламакион       | 11                        |

## Население
| Год  | Население, человек |
| ---- | ------------------ |
| 1991 | 71                 |
| 2001 | 64                 |
| 2011 | ↘ 41               |